# Complement circumstanțial de mod
Complementul circumstanțial de mod este complementul circumstanțial care arată cum se desfășoară o acțiune sau arată cum se înfățișează o însușire. Răspunde la intrebarea cum?. Arată tipul de context în care o acțiune se desfășoară, în special modul în care aceasta decurge. Complementul circumstanțial de mod poate fiecare exprimat prin adverb, substantiv sau pronume personal.                                                                       

## Exemple
Afirmație:
- Problema s-a rezolvat de la sine!
- Cum s-a rezolvat problema?
Afirmație:
- Îi chinuie până la exasperare.
- Cum îi chinuie?